# Tobias Reynaers
T.P.A.M. (Tobias) Reynaers (Bergen op Zoom, 23 mei 1982) is een Nederlands advocaat en politicus voor de Partij voor de Vrijheid (PVV).
Reynaers was in 2001/2002 lid van de JOVD en bestuurslid Promotie en Ledenwerving en later voorzitter bij de JOVD Hart van Brabant. Daarna stond hij op een onverkiesbare plek op de lijst voor de VVD Noord-Brabant in 2003.
In welk jaar hij actief is geworden voor D66 is onbekend, maar hij was daar tot medio 2009. Vanaf 11 maart 2010 was Reynaers lid van de gemeenteraad van Roosendaal, eerst namens de Lijst Nieuwe Democraten (een sociaal-liberale lokale partij). Reynaers stapte op 5 januari 2011 samen met zijn fractiegenote Marella Lute uit de fractie uit onvrede over de werkwijze. In februari sloten zij zich aan bij de fractie van de Vrije Liberale Partij. De VLP is een fusie van voormalige VVD-gemeenteraadsleden en de Lijst Nieuwe Democraten. Na zijn verkiezing als PVV-senator stapte Reynaers uit de gemeenteraad van Roosendaal.
Vanaf 7 juni 2011 zat hij in de Eerste Kamer voor de PVV. Hij zetelde daarnaast in het Benelux-parlement. Reynaers was voorzitter van de vaste commissie voor Infrastructuur, Milieu en Ruimtelijke Ordening en woordvoerder justitie van zijn fractie. Na de Eerste Kamerverkiezingen 2015 keerde hij niet terug.
- Parlement.com: vinxl2ka7gzt